# Kunstenaars die bijdroegen aan de inrichting van de Nieuw Amsterdam

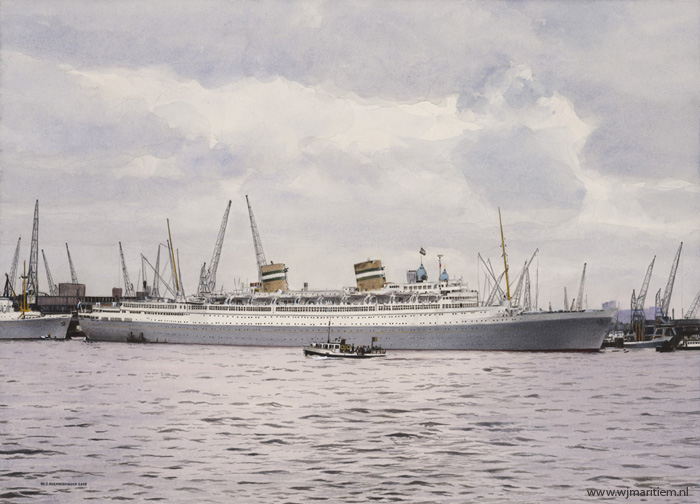
De Nieuw Amsterdam door Willem Johan Hoendervanger (2011)

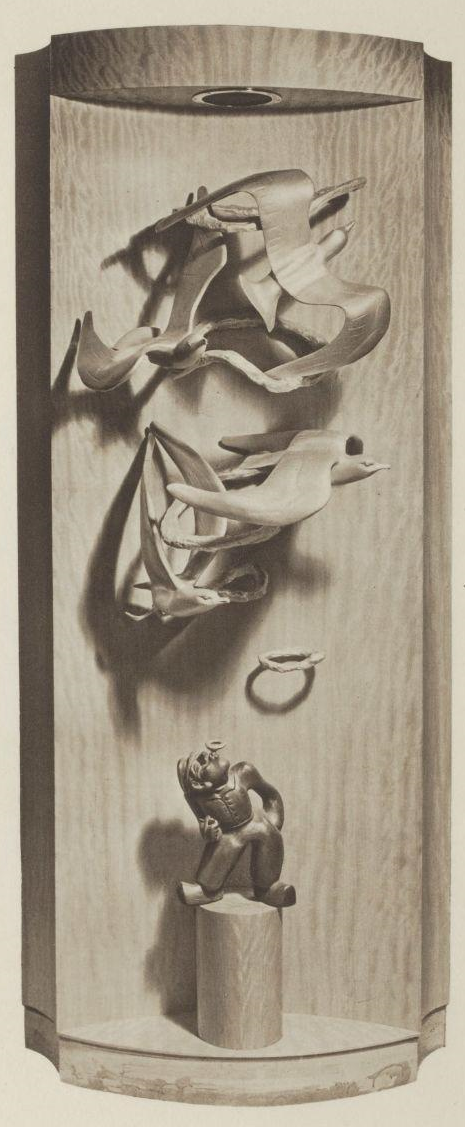
Leendert Bolle, Fantasieën van een rooker in de vestibule touristenklasse

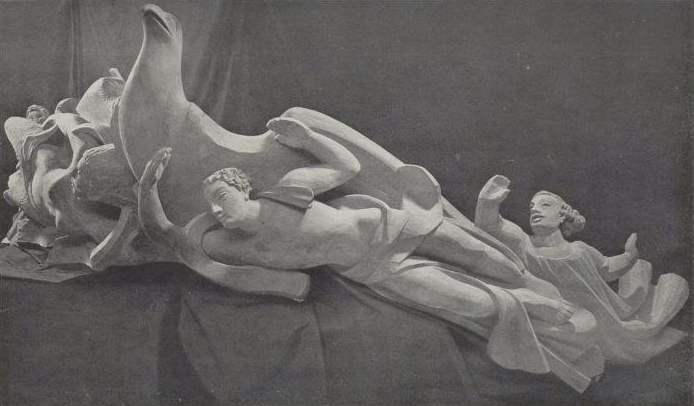
Frits van Hall, beeldhouwwerk achtervestibule kajuitsklasse

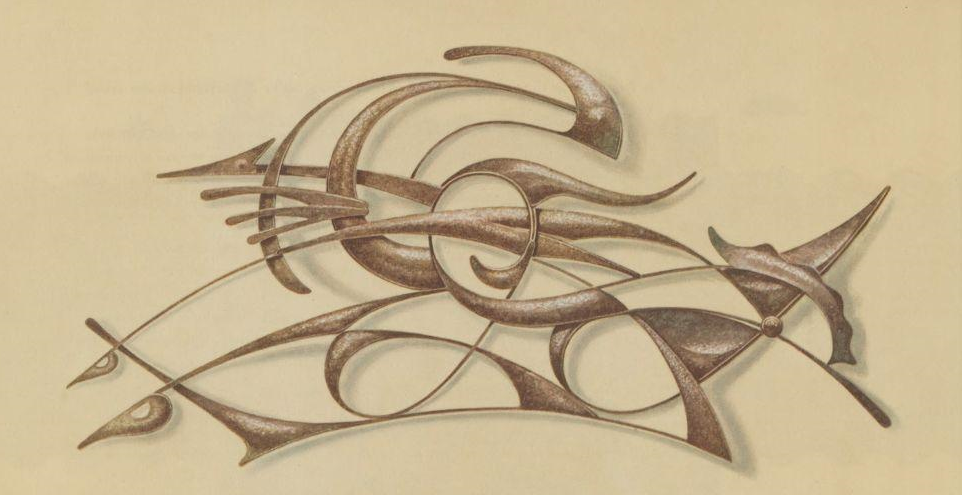
Siem van den Hoonaard. brons De Snelheid van den Wind vestibule touristenklasse promenadedek

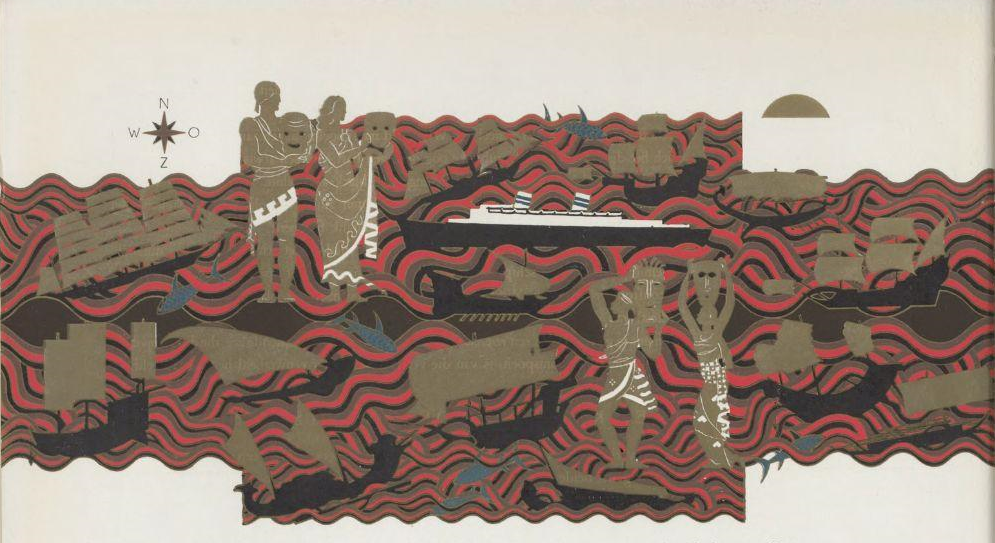
Reijer Stolk, lakpaneel ingang theater kajuitsklasse

De Nieuw Amsterdam was een Nederlands passagiersschip dat in 1936 en 1937 in Rotterdam voor de Holland-Amerika Lijn (HAL) werd gebouwd. De volgende kunstenaars droegen bij aan de inrichting van de Nieuw Amsterdam:
- Cor Alons, glas in lood, bar derde klasse en kinderspeelkamer toeristenklasse;
- Éva Besnyő, fotowand rookzaal derde klasse;
- Pieter den Besten, decoratief paneel pursers office;
- Herman Bieling, olieverfschilderij zitkamer hoofdwerktuigkundige;
- Elizabeth de Boer, inrichting van een zestal luxe hutten en het theater op het promenadedek;
- Leendert Bolle, metaalplastiek foyer toeristenklasse;
- Leo Brom, geoxideerd koperen panel ontvangstvestibule hoofddek kajuitklasse;
- Jan Eloy Brom, geoxideerd koperen panel ontvangstvestibule hoofddek kajuitklasse;
- Hildegard Brom-Fischer, handgeknoopt tapijt voor onder het hiervoor bedoelde paneel;
- Dirk Bus, beeldhouwwerk eetzaal toeristenklasse;
- Heinrich Campendonk, glasschildering achterwand lounge derde klasse;
- Agnes Canta, muurschilderingen achterwand theater kajuitklasse;
- Jozef Cantré, houtsnijwerk pilasters eetzaal kajuitklasse;
- Henk Chabot, schilderij ontvangstkamer kapitein;
- Paul Citroen, achterglas-schilderingen cocktailbar en veranda’s kajuitklasse;
- Joan Collette, twee schilderijen kaartsalon en de schrijfsalon/bibliotheek kajuitklasse;
- Andries Copier, onder meer gezandstraald glaspaneel vestibule eetzaal toeristenklasse;
- Cornelis Engelen, architect van theater, aantal hutten met Elizabeth de Boer, zitkamers hoofdwerktuigkundige en hoofdofficier, en andere onderdelen interieur;
- Frits Eschauzier, ontwerper rooksalon kajuitklasse en bijbehorende cocktailbar;
- Charles Eyck, twintigtal geëtste glasruiten Grand Hall;
- Corinne Franzén-Heslenfeld, bronzen beeldje luxe hut 59 (Henk Wouda);
- Jaap Gidding, lakschilderingen, tapijten; ook met anderen, onder wie Copier samengewerkt;
- Willem Gispen, zitmeubelen;
- R. Gispen-van de Griend, vloerkleedje toiletspiegel;
- Frits van Hall, houtsculptuur achtervestibule promenadedek;
- Jan Hendriks, café met bar en de aangrenzende veranda toeristenklasse, en de foyers hoofddek kajuitklasse, benedenpromenadedek en A- en B-dek;
- Siem van den Hoonaard, gedreven bronzen object foyer toeristenklasse;
- Han Hulsbergen, twee grote schilderijen voor de Ritz Carlton;
- Harry Kammer, ontwierp samen met zijn vrouw luxe hut 60;
- J. Kammer-Kret, ontwierp samen met haar man luxe hut 60;
- Charles Karsten, samen met Ben Merkelbach inrichting luxe hut 62;
- Nel Klaassen, diverse decoraties;
- Adriaan Lubbers, twee grote schilderijen eetzaal kajuitklasse;
- Ben Merkelbach, samen met Charles Karsten inrichting luxe hut 62;
- Willem Molin, zes aluminium ‘plaques’ op patina panelen foyer promenadedek toeristenklasse;
- Chris de Moor, gobelin eetzaal van Semey kajuitklasse;
- Joep Nicolas diverse vermurails (muurglasschilderingen), opalines en gebrandschilderde decoraties;
- Wim Nijs, tweetal sierhekken veranda Ritz Carlton in de kajuitklasse en crucifix kapel;
- Toon Ninaber van Eyben, schilderij ontvangstkamer chief steward;
- Erna van Osselen, aquarel voor de anteroom tegenover ingang eetzaal kajuitklasse;
- Jacobus Oud, inrichting lounge en rooksalon toersitenklasse, en zwembad kajuitklasse;
- Henri Polak, tapijt lounge toeristenklasse;
- Johan Polet, plafonddragers in brons en aluminium van de pilasters in de Grand Hall;
- John Rädecker, plafondreliëf en ornamentele panelen Grand Hall, en wandplastiek rooksalon toeristenklasse;
- Sybold van Ravesteyn, inrichting eetzaal derde klasse en bibliotheek/leeszaal toeristenklasse;
- Han Richters, houtsculptuur lees- en schrijfsalon derde klasse;
- Marius Richters, olieverfschilderij ontvangstkamer hoofdofficier;
- Lode Sengers, vier beschilderde panelen verandacafé toeristenklasse;
- Lambert Simon, bas-reliëfs diverse nissen eetzaal derde klasse;
- Elisabeth Spanier-Dammers, onder meer vergulde koperen fries zwembad kajuitklasse;
- Frits Spanjaard, inrichting van onder meer een flink aantal ruimtes is de derde klasse;
- Pieter Starreveld, zuil met houtsnijwerk cocktailbar Ritz Carlton;
- Reijer Stolk, lakpaneel bij ingang theater kajuitklasse;
- Albert Termote, bronzen bas-reliëf koningin Wilhelmina vestibule kajuitklasse;
- Han Wezelaar, verzilverde bronzen sculpturen rooksalon toeristenklasse;
- Piet van der Wilt, decoratieve schildering bij trap naar de Ritz Carlton ;
- Piet Worm, decoraties speelkamer toeristenklasse;
- Henk Wouda, inrichting twee luxe hutten;
- Ellen Wijdeveld, kazuivels zondagse misdienst in de kapel;
- Hendrik Wijdeveld, naast vele ruimtes ook het bijltje waarmee koningin Wilhelmina de Nieuw Amsterdam te water liet;
- Ruscha Wijdeveld, decoraties kinderspeelkamer kajuitklasse, waaronder glas-in-loodramen.